# Unité de force mobile
Unité de force mobile (UFM) est un terme désignant indifféremment une compagnie républicaine de sécurité (CRS) de la Police nationale ou un escadron de gendarmerie mobile (EGM) de la Gendarmerie nationale.
Ces deux types de formations, même si elles diffèrent sur quelques points (notamment le statut de leurs personnels), sont en général utilisées de manière interchangeable par l'autorité administrative pour effectuer des missions de maintien de l'ordre ou pour renforcer temporairement des forces locales lorsque des effectifs importants sont nécessaires (service d'ordre pour un événement artistique ou sportif, recherches, battues, accident majeur ou catastrophe naturelle, etc.). Hors de ces contingences leur emploi le plus fréquent est le renfort de sécurité générale au bénéfice de leur corps d'origine (Police ou Gendarmerie) dans leur zone de compétence respective (ZPN ou ZGN), la surveillance de sites sensibles et la participation aux plans nationaux de sécurité (Plan Vigipirate, Opération Sentinelle) ainsi que la lutte contre l’immigration clandestine.
Leurs caractéristiques communes sont leur caractère permanent, leur organisation en unités constituées de type militaire ou paramilitaire, leur formation spécialisée au maintien de l'ordre, leur autonomie logistique et leur mobilité géographique sans limite de compétence territoriale (c'est-à-dire qu'un escadron de gendarmerie mobile peut être déployé en zone de compétence de la Police (ZPN) et vice-versa).
Parmi les points qui les différencient figurent le statut de leurs personnels (civil pour les policiers, militaire pour les gendarmes) et leur domaine d'emploi. En effet celui-ci n'est pas exactement identique pour les deux types d'UFM même si les différences semblent parfois davantage liée à l'usage qu'à une règle légale. Ainsi, si le statut militaire des personnels de la gendarmerie mobile autorise leur déploiement au sein des forces armées françaises lors d'opérations extérieures (OPEX), l'arrêt de l'emploi des CRS dans les départements et territoires d'outre-mer, effectif depuis les années 1990, n'est pas le résultat d'une obligation réglementaire ou légale mais semble néanmoins être devenu un fait établi (voir ci-dessous).
D'après la Cour des comptes, en 2015, les forces mobiles comptaient 25 786 militaires et fonctionnaires, soit près de 11 % des effectifs globaux de la gendarmerie et de la police, répartis presque également entre gendarmes mobiles et CRS.

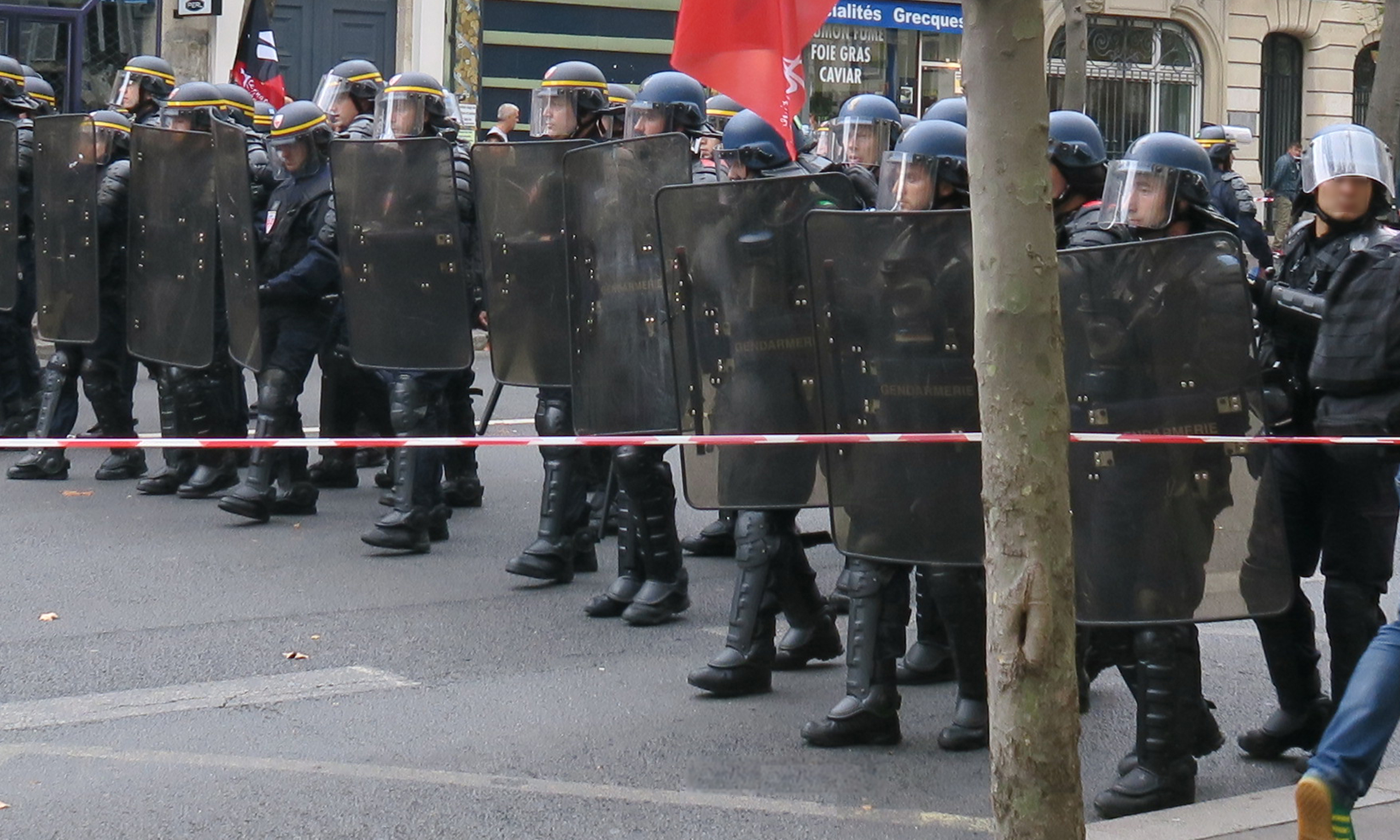
CRS (à gauche) et gendarmes mobiles (à droite) lors d'une manifestation.

En 2024, il existe 180 unités de force mobile : 116 escadrons « de marche », de gendarmerie mobile et 64 compagnies dites « de service général » (ou « de maintien de l'ordre ») de CRS dont cinq compagnies dites « à projection rapide ».

## Rappel historique

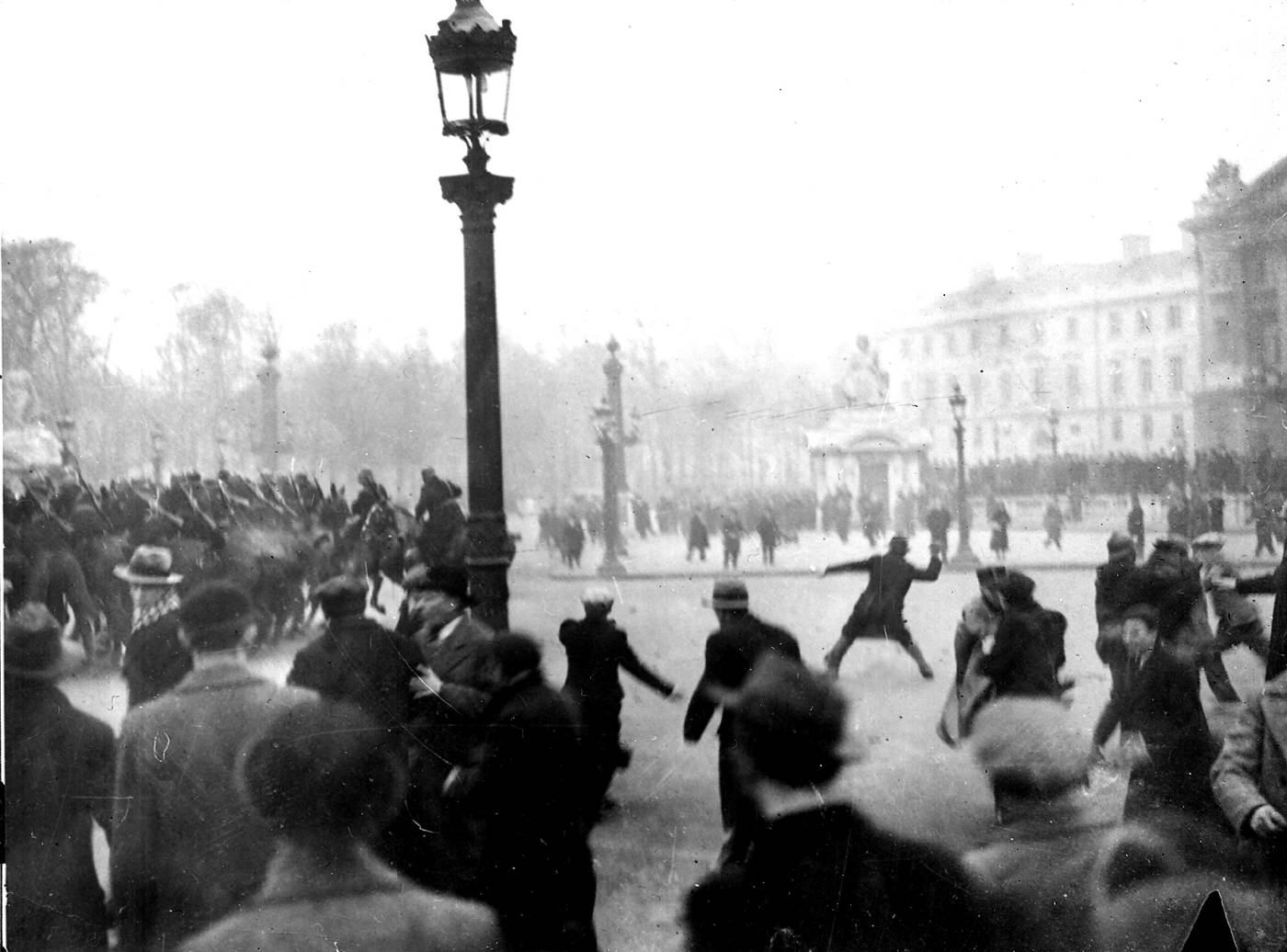
Cavaliers de la garde républicaine mobile et émeutiers - Place de la Concorde 7 février 1934.

Les unités de force mobile de la gendarmerie sont les plus anciennes. Le terme de « gendarmerie mobile » était apparu à plusieurs reprises au XIXe siècle pour qualifier des unités créées à l'occasion de crises puis dissoutes après leur résolution. Il faut attendre le XXe siècle pour voir l'apparition d'unités permanentes. En effet, alors que la participation de la Gendarmerie au maintien de l'ordre se traduisait exclusivement jusque là par l'envoi de pelotons temporaires - appelées en interne troupes supplétives - composés de gendarmes départementaux prélevés dans les brigades, les premières unités permanentes spécialisées sont créées en 1921. Faisant initialement partie de la gendarmerie départementale, ces pelotons mobiles sont subordonnés à des légions distinctes à partir de 1926 puis rassemblés au sein d'une nouvelle subdivision d'arme appelée garde républicaine mobile (GRM) en 1927. Organisée en pelotons, compagnies, groupes et légions, la GRM monte en puissance pour atteindre un effectif de 21 000 hommes en 1939 . Pendant cette période, l'unité de base requise individuellement pour le maintien de l'ordre est le peloton d'une trentaine d'hommes (pas la compagnie). Dissoute par exigence des autorités allemandes après la défaite de 1940, la GRM n'est remplacée que partiellement par la Garde, nouvelle formation constituée en majeure partie d'anciens membres de la GRM mais qui, ne faisant plus partie de la Gendarmerie, est rattachée à l'Armée d'armistice puis, après l'invasion de la zone libre et la dissolution de cette dernière, au ministère de l'intérieur. La Garde est dissoute à la Libération et ses personnels réintégrés dans la Gendarmerie. Cette subdivision est d'abord appelée Garde républicaine avant de prendre son nom actuel de gendarmerie mobile en 1954.
La création des CRS date de 1944. Les compagnies succèdent - après épuration puis intégration de personnels souvent issus de la Résistance - au groupes mobiles de réserve (GMR) créés au sein de la police de Vichy pour suppléer à la disparition de la GRM, qui n'avait été que partiellement remplacées par la Garde. Forces de police à vocation principalement régionale pendant la période de l'immédiat après-guerre, les CRS, dont la pérennité est même remise en cause, trouvent une nouvelle raison d'être et une vocation de force de réserve nationale à l'occasion des grèves insurrectionnelles de 1947 et 1948.
Après les événements de Mai 68, les CRS, soucieux que leur savoir-faire en matière de maintien de l'ordre soit reconnu, adoptent des marquages vestimentaires bien spécifiques (écusson sur le blouson et bandes jaunes sur le casque) afin d'éviter la confusion avec les autres forces de l'ordre. Les équipements de protection, comme ceux de la gendarmerie mobile, sont considérablement améliorés à partir de cette période.
Pour les deux forces, l'évolution des doctrines d'emploi depuis mai 68 a conduit à privilégier le maintien à distance des manifestants - notamment par l'emploi de lacrymogènes, de barrières mobiles et de lanceurs d'eau - tout en évitant les contacts lors des charges. Dans un même temps, les contraintes budgétaires ont imposé une réduction des effectifs que chaque type d'UFM peut mettre sur le terrain.
Le nombre de compagnies de CRS n'a pratiquement plus changé depuis la fin de la Guerre d'Algérie. Celui des escadrons, qui avait diminué à la fin de cette guerre, a été augmenté d'une quinzaine d'unités après les événements de 1968. Il a été réduit à nouveau - de quinze unités - en 2010-2012 dans le cadre de la politique de Révision générale des politiques publiques. Des suppléments de crédits votés après les attentats de 2015 ont permis la création d'un unique escadron supplémentaire en 2016, le reste étant affecté au renforcement des unités existantes. Deux escadrons et trois compagnies (ces dernières dites « à projection rapide »)  ont été créés en 2023 dans le cadre d'un programme d'expansion qui a également permis la création de cinq escadrons et une compagnie « à projection rapide » supplémentaires en 2024.

## Missions

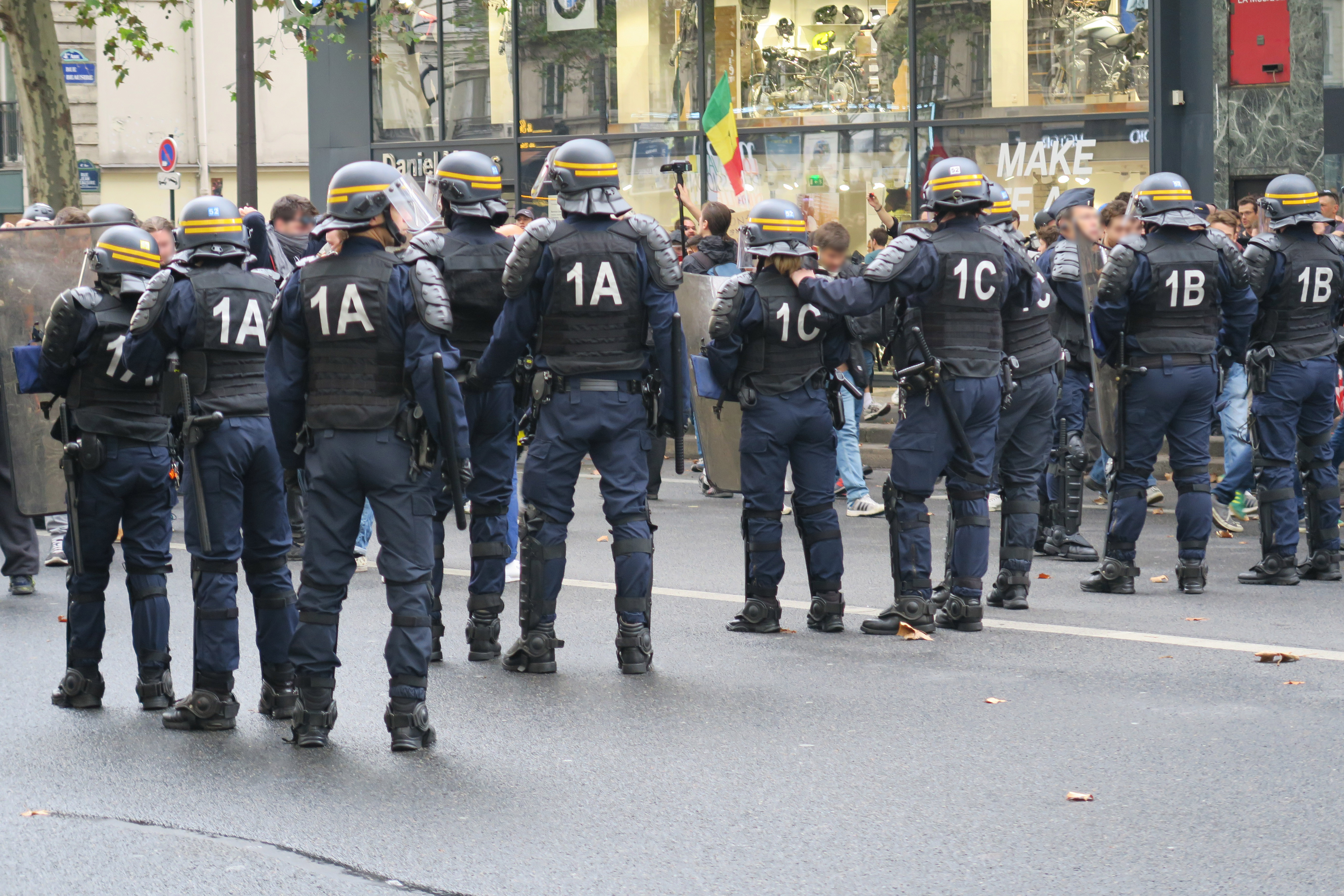
CRS lors d'une manifestation - 2016

Les deux types d'unités de force mobile sont employés de manière interchangeable pour la plupart de leurs missions. Elles sont très souvent utilisées conjointement, notamment pour les opérations de maintien de l'ordre en milieu urbain. La gendarmerie mobile semble être employée plus systématiquement que les CRS pour les opérations de maintien de l'ordre en milieu rural mais, là encore, aucune des deux forces ne jouit d'une exclusivité dans la répartition des terrains d'opération pour le maintien de l'ordre en France métropolitaine.

### Missions communes
Les missions communes des unités de force mobile peuvent être regroupées en deux grandes catégories :
- missions de service d'ordre, de maintien voire de rétablissement de l'ordre ;
- missions de renfort de sécurité qui se décomposent en :
  - missions de sécurité générale, le plus souvent en Zone de sécurité prioritaire dans la zone de responsabilité propre de chacune des deux forces (ZPN pour les CRS, ZGN pour les EGM);
  - escortes;
  - surveillance de sites sensibles;
  - participation aux plans nationaux de sécurité : Plan Vigipirate, Opération Sentinelle, etc.
  - participation à la lutte contre l’immigration clandestine.

### Missions spécifiques

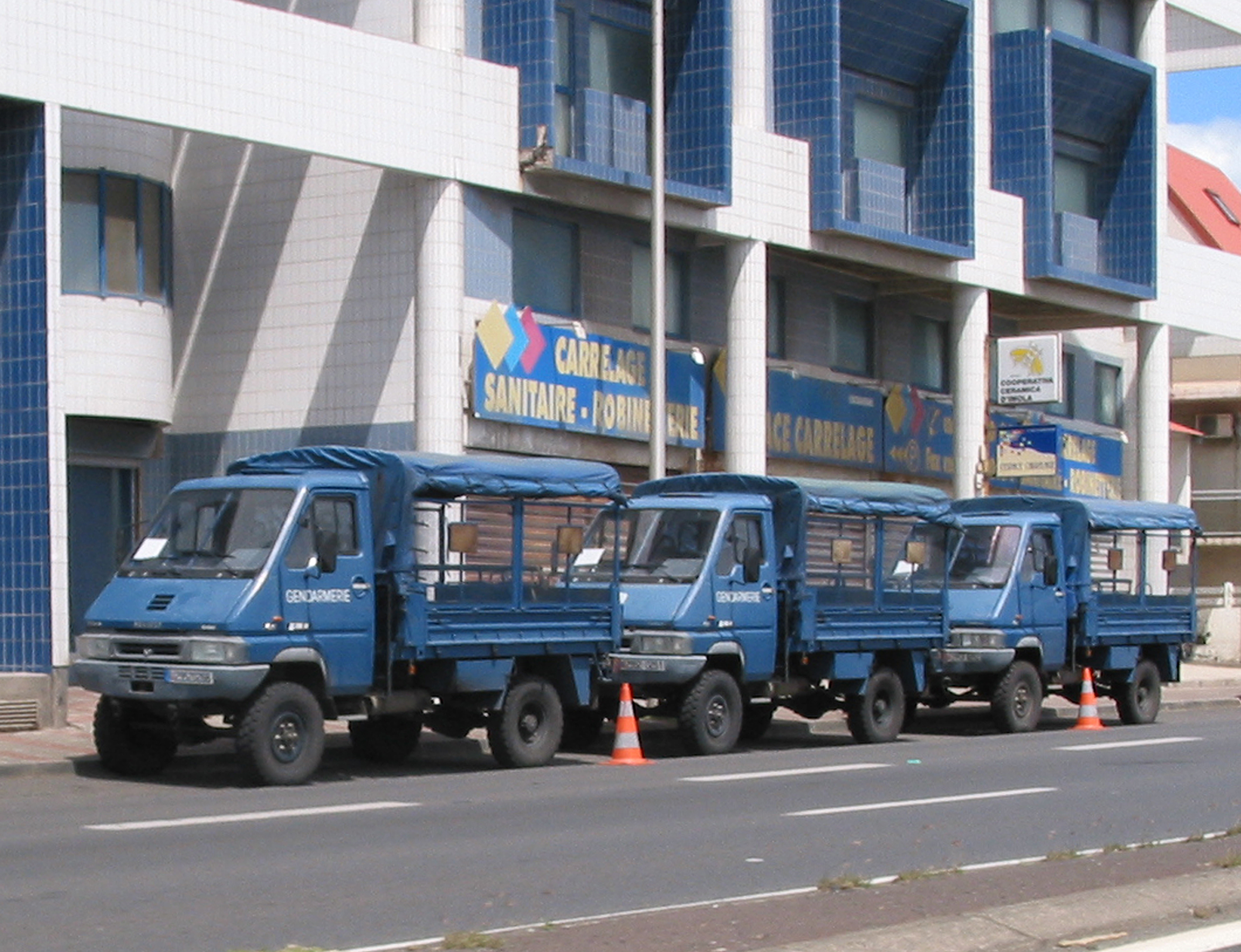
Véhicules de gendarmerie mobile outre-mer

Les missions spécifiques sont pour la plupart liées à la différence de statut entre les personnels des deux forces.
- missions militaires de la gendarmerie mobile, tant sur le territoire national qu'en opérations extérieures au sein des forces armées françaises
- missions outre-mer de la gendarmerie mobile. En 2018, une vingtaine d'escadrons sont déployés en permanence outre-mer soit environ 20 % des effectifs de la gendarmerie mobile. Il faut toutefois noter que l'exclusivité actuelle n'a pas toujours existé. En effet il existait deux compagnies de CRS basées respectivement en Guadeloupe et à La Réunion jusqu'au début des années 1990 et les compagnies basées en métropole ont longtemps été déployées dans les départements et territoires d'outre-mer. Elles ne le sont plus actuellement, et la situation actuelle ne résulte pas de disposition légales mais semble plutôt liée à la capacité - et à la volonté - des gendarmes à se déployer dans la durée dans des conditions matérielles difficiles [14]

## Organisation

### Organisation des unités élémentaires

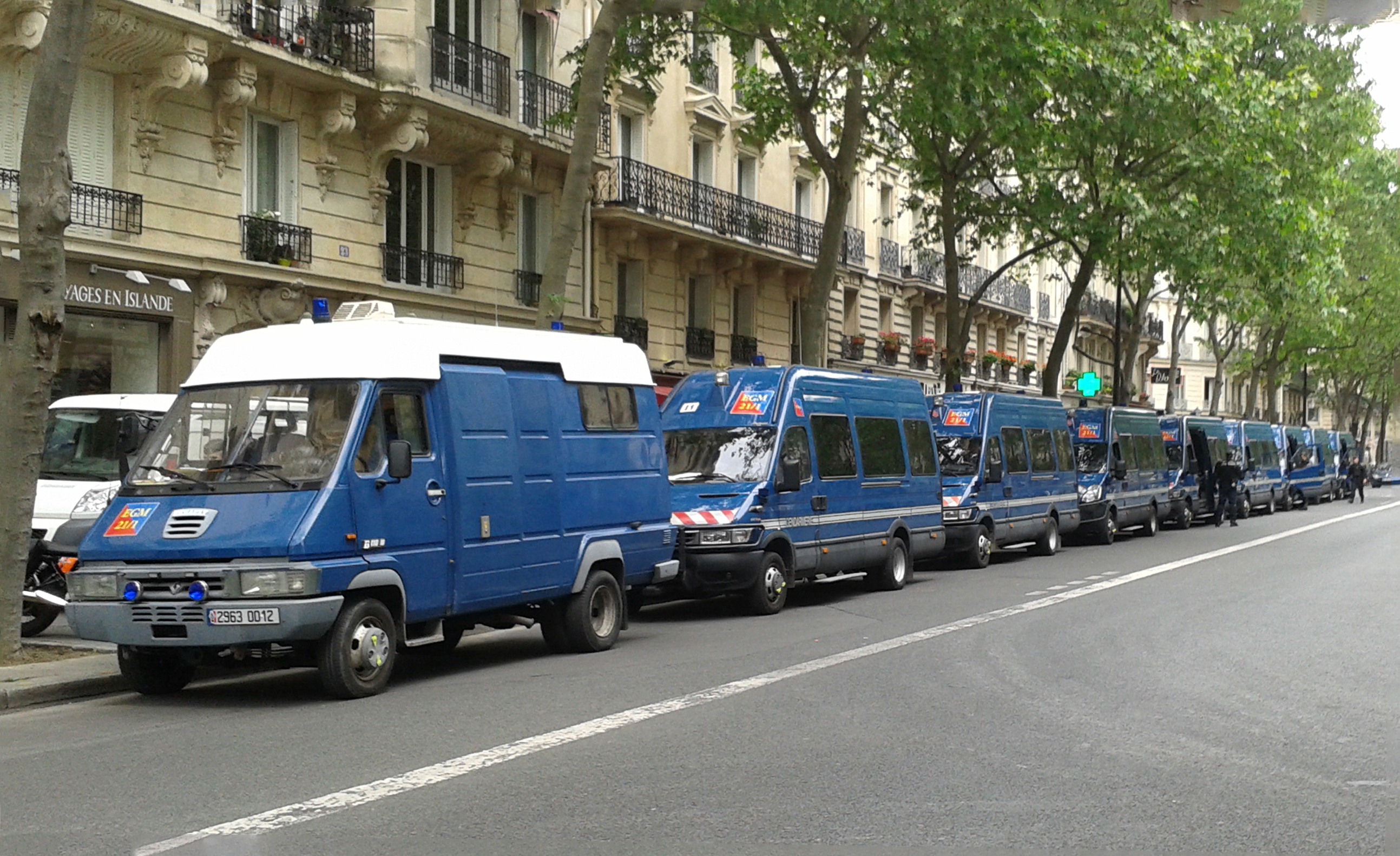
Escadron de gendarmerie mobile.

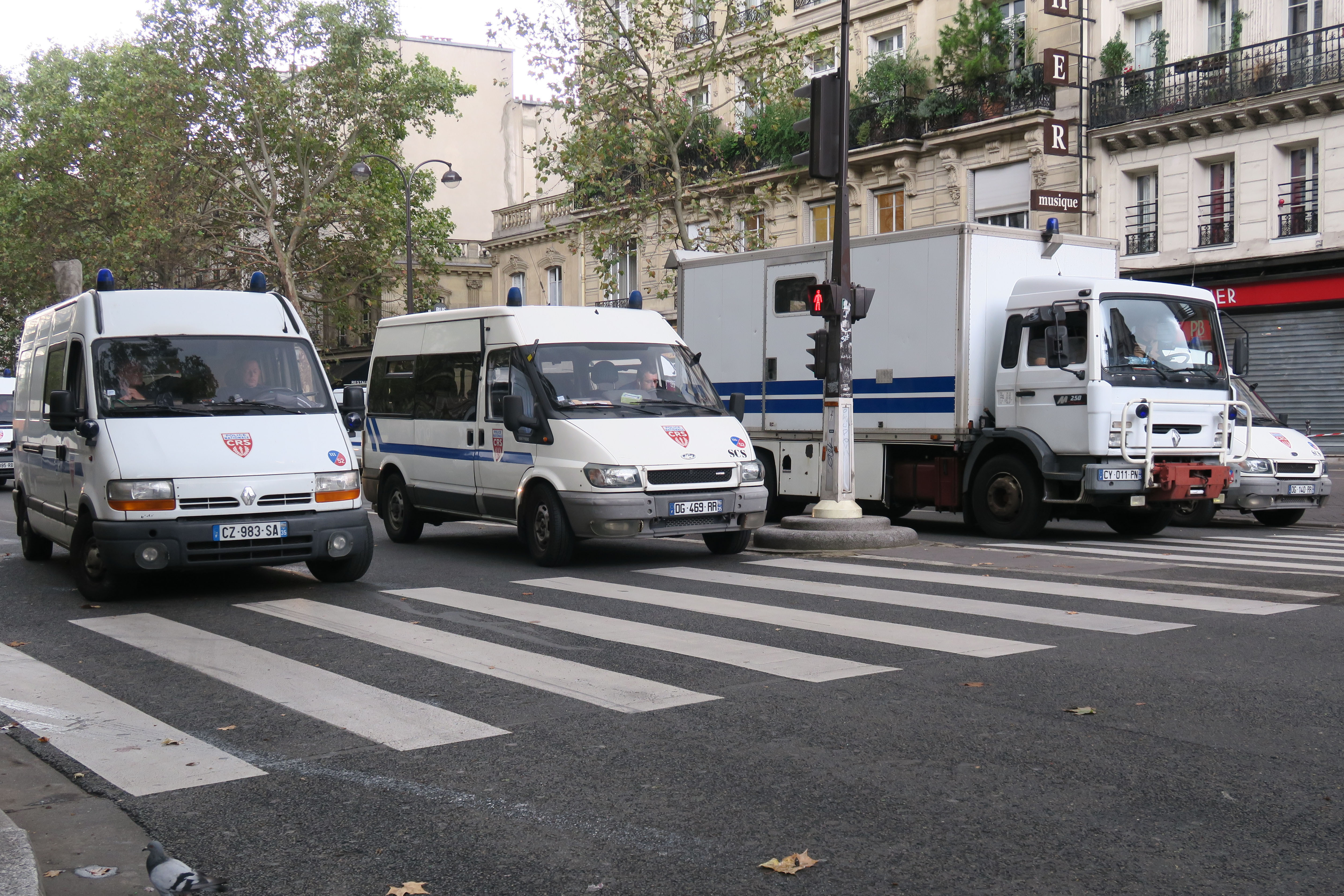
Véhicules de CRS.

Les deux forces sont organisées en unités élémentaires — compagnies pour les CRS, escadrons pour les gendarmes mobiles — très autonomes sur le plan logistique. En 2024, il existe 116 escadrons de gendarmerie mobile (EGM) répartis en 18 groupements et 63 compagnies de CRS dites de service général  dont quatre compagnies dites « à projection rapide »,. Un escadron est commandé par un capitaine ou un chef d'escadron, une compagnie par un commandant de police. Les deux forces comprennent des personnels féminins.
Sur le terrain, chaque UFM, qui dispose d'un groupe de commandement et d'un élément de soutien logistique, est organisée en mode quaternaire soit, pour les CRS, quatre sections dont deux sections de protection et d'intervention (SPI) et deux sections d'appui et de manœuvre (SAM) et, pour les escadrons, quatre pelotons de marche dont un peloton d'intervention (PI). En pratique, une UFM peut mettre sur le terrain environ soixante-dix personnels. Cette force est modulable ou sécable de manière à permettre le déploiement de fractions d'unités au maintien de l'ordre (demi-compagnie par exemple). Pour les missions de sécurité générale, la modularité est beaucoup plus forte afin de permettre la création de détachements de petite taille ou même de détacher des personnels isolés au sein des unités territoriales à renforcer.
Alors que les escadrons étaient à l'origine organisés sur un modèle tertiaire (trois pelotons de marche), la Gendarmerie, sensible aux besoins de l'autorité administrative qui appréciait la capacité des CRS à fractionner et notamment à diviser leurs unités en demi-compagnies, a évolué à son tour vers un modèle quaternaire (quatre pelotons dont un d'intervention) au début des années 2000. De même la gendarmerie mobile, longtemps équipée de fourgons-cars à hauteur d'un véhicule par peloton (soit trois cars par escadron), a fait le choix d'une plus grande modularité au début des années 2000 (deux fourgons par peloton soit huit pour l'escadron).
Lors des opérations de maintien de l'ordre, les SPI d'une CRS, et le PI d'un EGM interviennent prioritairement pour les interpellation de personnes particulièrement violentes ou retranchées. Hors maintien de l'ordre, les PI interviennent également en renfort des autres unités de gendarmerie lors d'opérations de police judiciaire (interpellations domiciliaires) ou lors de missions d'escorte.
Chaque type d'UFM comporte un élément d'intervention plus spécialisé composé de personnels sélectionnés, entraînés et équipés pour des situations délicates et dangereuses : l'une des deux SPI est une section de protection et d'intervention de 4e génération. Les personnels des SPI 4G comme des PI sont formés et équipés pour l'intervention dite intermédiaire lors d'un acte terroriste afin de stabiliser la situation dans l'attente des unités d'intervention spécialisées (RAID ou antennes RAID, GIGN ou antennes de GIGN, BRI-BAC), voire de neutraliser les auteurs d'une action terroriste en cours.
Enfin, les CRS ont créé un nouveau modèle de compagnie dite « à projection rapide » en transformant une compagnie existante (la CRS 8, cantonnée à Bièvres) en 2021. La compagnie à projection rapide, organisée en trois sections, est plus particulièrement destinée à être « déployée en quinze minutes dans un rayon de 300 kilomètres en cas de troubles graves à l’ordre public et de violences urbaines » . Trois nouvelles compagnies ont été créées sur le même modèle en 2023 à Marseille, Saint-Herblain et Lyon (Chassieu) et une quatrième à Montauban en 2024 .  

### Organisation territoriale
Les unités sont réparties sur l'ensemble du territoire national, souvent dans des agglomérations de moyenne importance. Les implantations dispersées ont été faites dans le but évident de couverture optimale de l'ensemble du territoire mais également suivant le principe que, dans la mesure du possible, il vaut mieux employer pour la maintien de l'ordre des personnels qui ne vivent pas dans la région concernée, la présence d'une unité apportant par ailleurs un gain économique toujours apprécié à une ville.
La plupart des unités sont implantées de manière isolée (une seule compagnie ou un seul escadron), seuls quelques escadrons et quelques compagnies, en général installés à proximité de grand centres urbains, partagent la même caserne (2 ou 3 escadrons, avec l'exception de Versailles-Satory, qui accueille les 7 escadrons du Groupement blindé de gendarmerie mobile). Les policiers des CRS sont basés dans des casernements où ils ne sont pas logés contrairement aux gendarmes mobiles - et vivent en cantonnement lors de leurs déplacements. (Les termes de casernement et de cantonnement sont employés ici par commodité car ils sont normalement réservés aux unités militaires)   
Au niveau régional, l'organisation des deux corps est calquée sur les 7 zones de défense et de sécurité, avec un échelon intermédiaire appelé groupement pour la gendarmerie mobile.
Les escadrons sont subordonnés aux groupements, qui forment corps. Un groupement comprend entre 4 et 11 escadrons.
Les compagnies, moins nombreuses, sont subordonnées directement à l'une des 7 directions zonales des CRS.
Au niveau national, il existe depuis 2003 une direction centrale des compagnies républicaines de sécurité, ou DCCRS, qui est l'une des grandes directions de la Police nationale.
Une telle direction n'existe pas dans la Gendarmerie où le commandement organique est déconcentré et où il n'existe au niveau national qu'une sous-direction fonctionnelle de la défense, de l'ordre public et de la protection au sein de Direction de l'organisation et de l'emploi (DOE).

## Emploi
La doctrine d'emploi des UFM est définie dans l’instruction commune DGPN–DGGN no 2015-6371D DGPN/CAB et 97635 DGGN/CAB du 29 décembre 2015 relative à l’emploi des forces mobiles dans la police nationale et la gendarmerie nationale.
La décision d'emploi est partiellement déconcentrée, c'est-à-dire que cette décision, sauf urgence, peut être prise soit au niveau zonal soit au niveau national.
La loi d'orientation et de programmation pour la sécurité intérieure (LOPSI) du 29 août 2002 sur l'emploi des forces mobiles avait fait évoluer la doctrine d'emploi vers une réelle déconcentration en conciliant les exigences de sécurité générale avec celles du maintien de l'ordre, le préfet de zone de défense étant l'autorité d'emploi des unités disponibles implantées dans son ressort. Le manque d'effectifs disponibles et l'augmentation de la demande ont cependant conduit à une re-centralisation partielle de cette gestion.
La priorité d'emploi des unités - et donc l'identification de celles qui restent disponibles au niveau zonal — reste donc décidée au niveau national dès lors qu'un événement - prévu ou imprévu — nécessite l'emploi de forces mobiles. De plus, même hors période de tension, un nombre important d'unités est affecté à des missions nationales, placé en réserve de maintien de l'ordre ou neutralisé aux fins de formation ou de congés. Ainsi, un certain nombre de compagnies et d'escadrons est déplacé en permanence sur la région parisienne par une durée d'environ un mois tandis qu'une vingtaine d'escadrons de gendarmerie mobile (soit 20 % du total) sont déployés en permanence outre-mer par rotations de trois mois. De nombreuses unités sont également affectées à des missions de renfort en zone littorale ou montagnarde pendant les périodes de congés.
L'unité de coordination des forces mobiles (UCFM), placée sous la double autorité des directeurs généraux de la police et de la gendarmerie nationales est chargée de déterminer les unités à engager sur des missions nationales et de décider de l’octroi de renforts aux préfets de zone pour des opérations requérant un volume de forces supérieur à leurs ressources. Initialement de taille modeste lors de sa création en 2002, l’UCFM, a été renforcée dans son organisation et son fonctionnement en 2015 et en 2016. Son effectif a été doublé et ses règles de fonctionnement ont été clarifiées. Elle a par ailleurs été dotée d’une application informatique de suivi en temps réel de la position des forces .
La procédure d'emploi au maintien de l'ordre est la même pour les deux types d'unités depuis le rattachement de la Gendarmerie au ministère de l'intérieur. Inchangée pour les CRS, cette procédure — dite de mise à disposition — a remplacé pour les gendarmes mobiles celle de la réquisition, qui était employée précédemment. La réquisition, qui reste nécessaire pour les forces de 3e catégorie (c'est-à-dire principalement les forces armées), n'avait en effet plus lieu d'être pour l'emploi par le ministère de l'intérieur d'une force qui lui est rattachée et subordonnée par la loi.
Les deux forces créent lorsque la situation nécessite des groupements provisoires dirigés par leurs propres officiers supérieurs : groupes de compagnies et groupements opérationnels (plusieurs groupes de compagnies) pour les CRS, groupements tactiques de Gendarmerie ou GTG et Groupements opérationnels de maintien de l'ordre ou GOMO (plusieurs GTG) pour les gendarmes mobiles.
Les unités de force mobile sont placés pour les opérations de maintien de l'ordre sous le commandement immédiat de leurs propres officiers mais, conformément à la loi, ces derniers ne peuvent exercer leur prérogatives d'officiers de police judiciaire à cette occasion. Les mouvements tactiques (barrages, charges, etc.), les communications nécessaires (sommations, etc.) et les actions en vue de poursuites judiciaires éventuelles sont donc de la responsabilité des autorités territorialement compétentes (typiquement un commissaire de police ou un officier de Gendarmerie) sous la responsabilité ultime de l'autorité administrative (préfet) et sous le contrôle de l'autorité judiciaire.

## Formation initiale et entraînement
Lors de leur création, les pelotons de gendarmerie mobile avaient pour mission secondaire la formation des élèves-gendarmes et cette mission s'est poursuivie après la Seconde Guerre mondiale. Pendant toute cette période, l'affectation en gendarmerie mobile était le parcours normal de tous les jeunes gendarmes sortant d'école avant une affectation en gendarmerie départementale. Cette disposition n'est plus la règle de nos jours et une affectation « en mobile », ou chez les CRS n'est pas systématique et dépend notamment du classement de sortie.
Les fonctionnaires des CRS, comme les militaires de la Gendarmerie sont donc affectés dans les unités de force mobile dès la sortie de leur école de formation initiale (qui inclut une formation de base au maintien de l'ordre).
Le reste de la formation est dispensé pour les CRS dans les centres de Lyon et de Rennes avant l'affectation dans une compagnie tandis que les jeunes gendarmes affectés en escadron y complètent leur formation sans étape intermédiaire.
Les escadrons de la gendarmerie mobile s'entraînent et se perfectionnent aux techniques du maintien de l'ordre à Saint-Astier au Centre national d'entraînement des forces de gendarmerie (CNEFG). Chaque escadron y effectue un stage de trois semaines tous les 2 à 3 ans.

## Équipement et armement
Pour les missions de maintien de l'ordre, l'équipement et les armements sont quasi identiques, les achats étant en général mutualisés au sein d'un organisme commun du ministère de l'Intérieur : le Service de l'achat, des équipements et de la logistique de la Sécurité intérieure (SAELSI).
Quelques différences subsistent toutefois :
- la gendarmerie mobile dispose de véhicules blindés à roue de la gendarmerie ou VBRG en cours de remplacement depuis 2023 par des véhicules d'intervention polyvalents (VIPG) Centaure ;
- les CRS disposent de véhicules projecteurs d'eau (canons à eau).

Équipements et armements
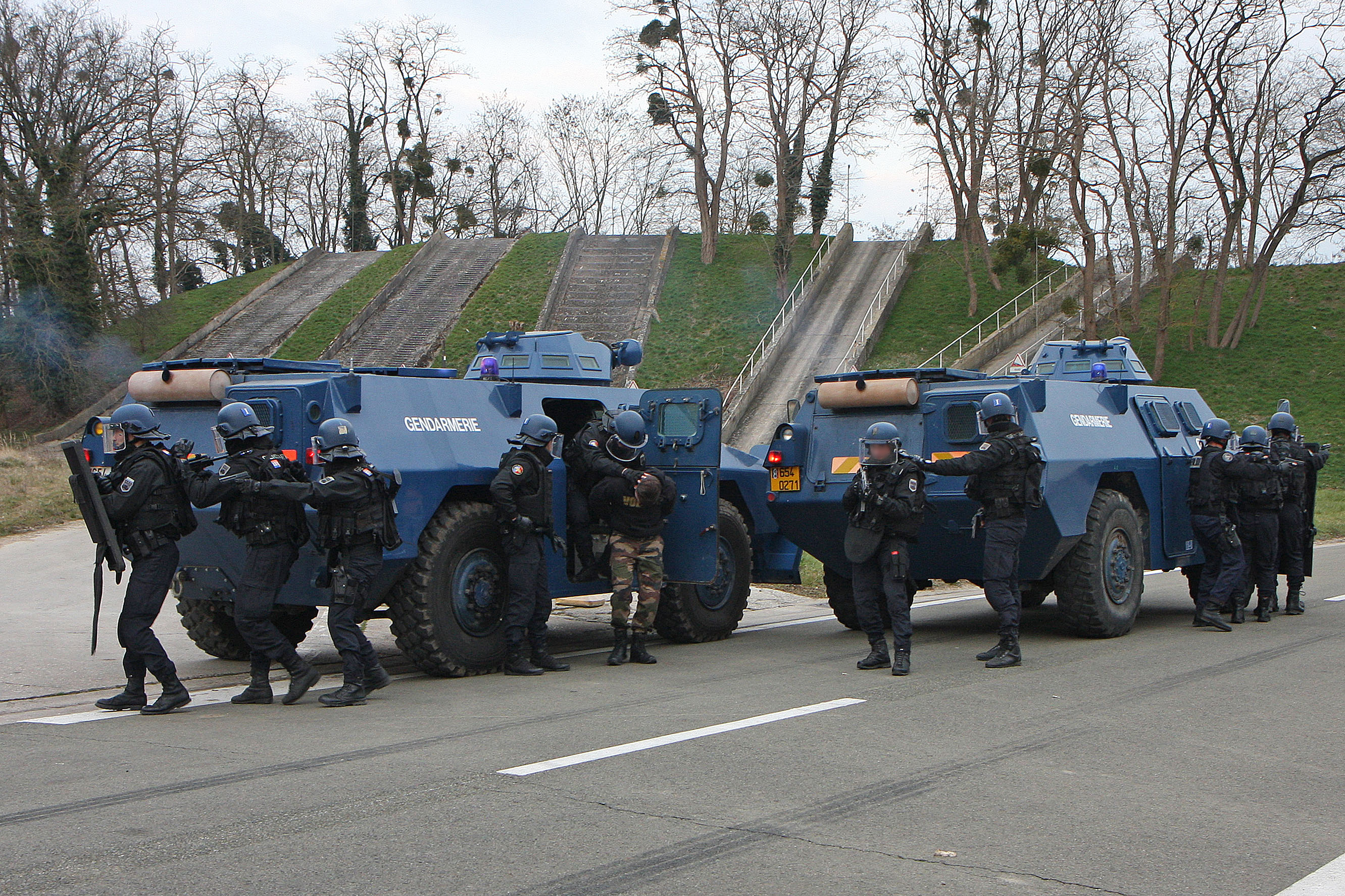
Véhicules blindés VBRG de la gendarmerie mobile.
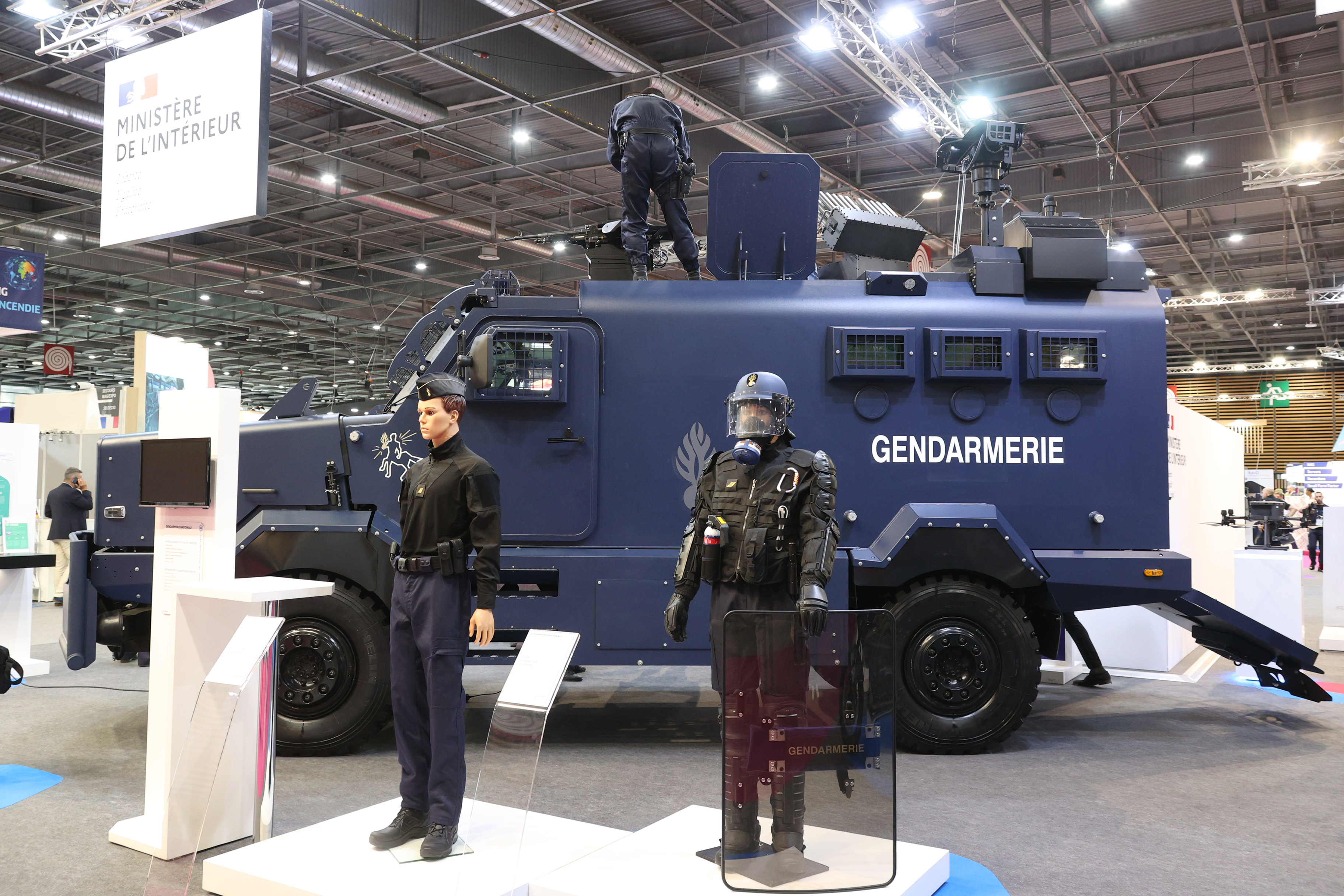
VIPG Centaure.
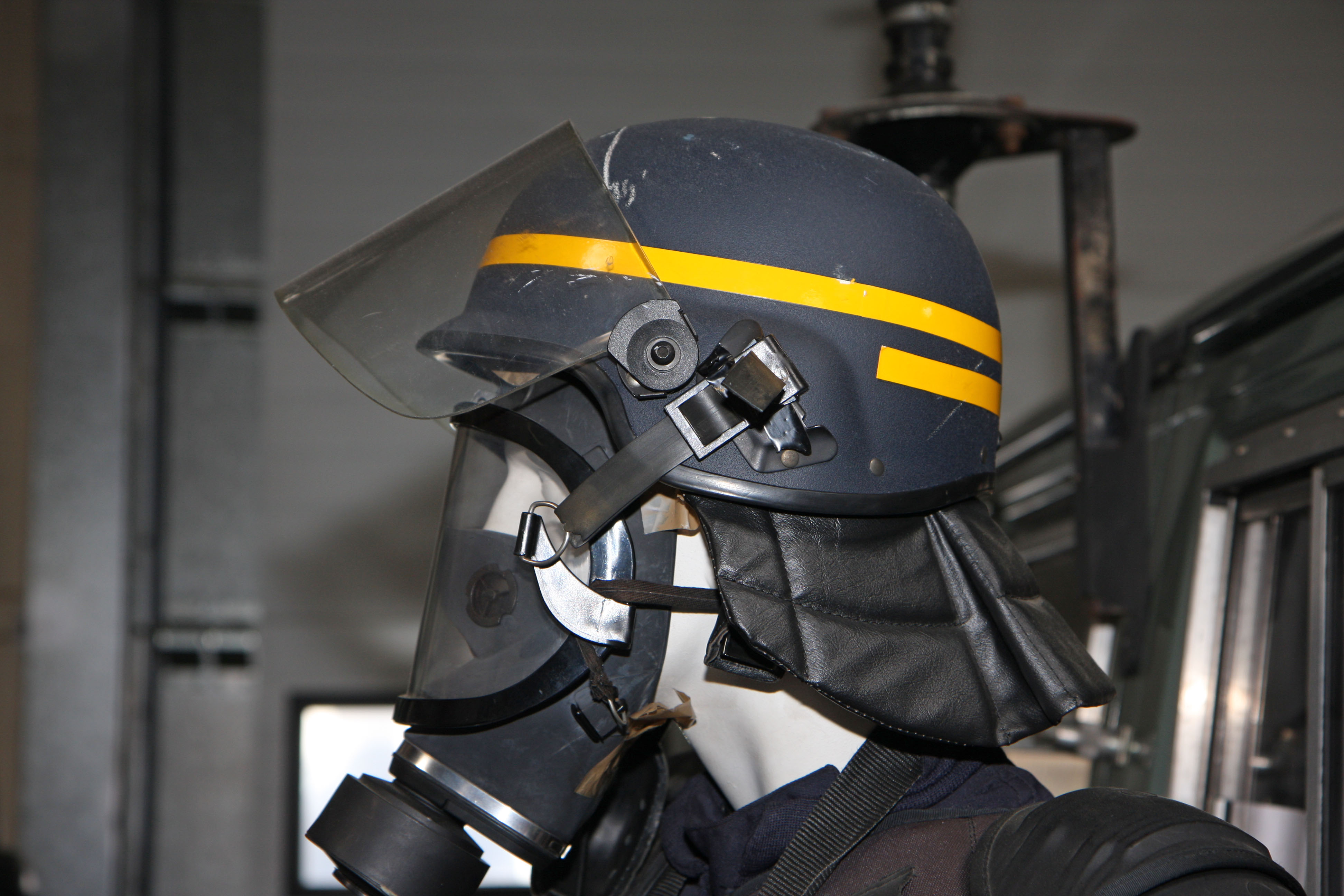
Casque de CRS.
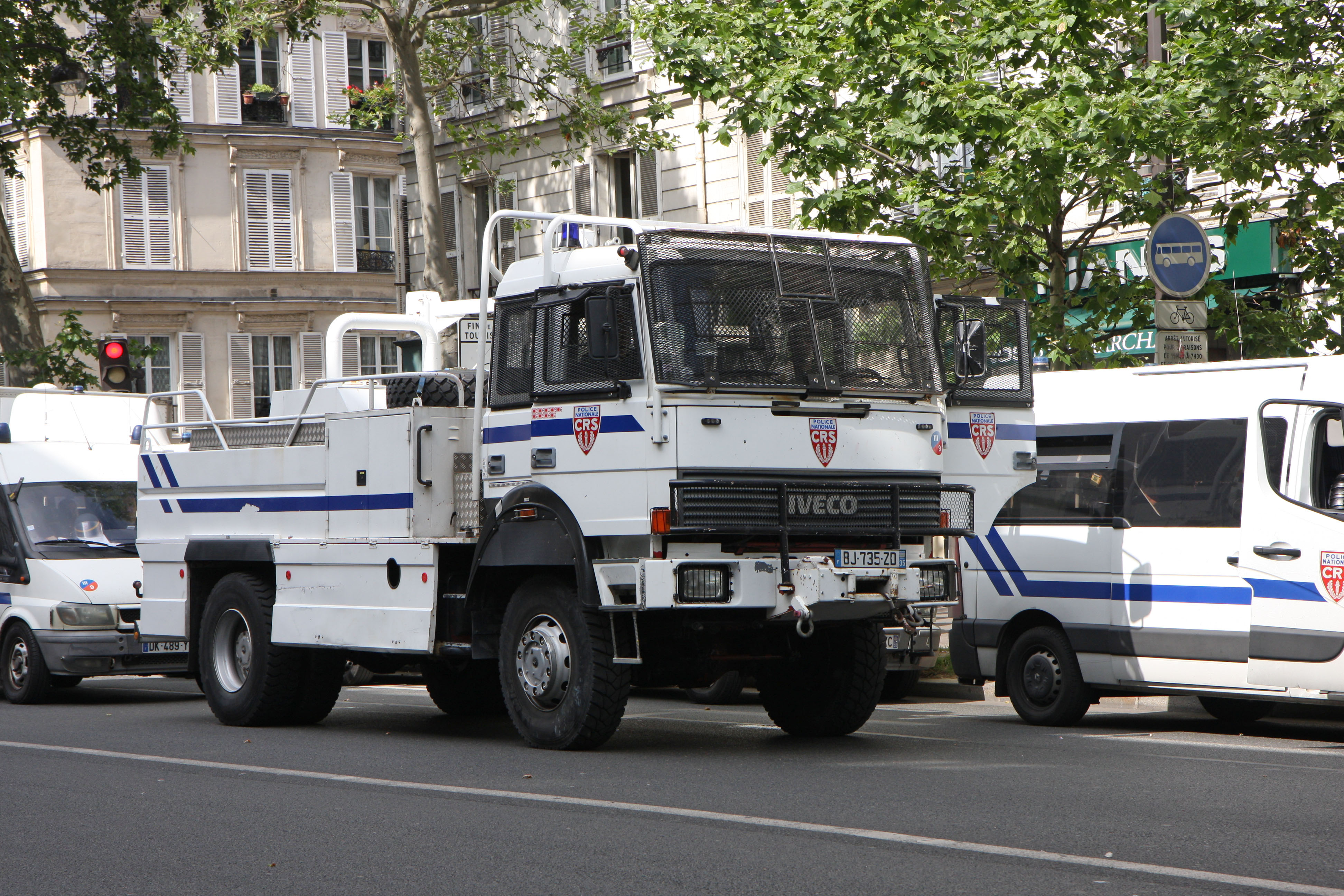
Canon à eau des CRS.

## Sujétions et indemnisations
L'emploi dans les UFM crée de nombreuses sujétions et contraintes sur la vie privée ou familiale. Une grande disponibilité est nécessaire pour les périodes d'alerte et surtout pour les déplacements.
Les policiers des CRS sont basés dans des casernements   (où ils ne sont pas logés contrairement aux gendarmes mobiles) et vivent en cantonnement lors de leurs déplacements.
Toutes missions confondues, les CRS et gendarmes mobiles effectuent plus de 200 jours de déplacements par an. Lors des déplacements, ils (ou elles) perçoivent une indemnité quotidienne : l'IJAT (indemnité journalière d'absence temporaire).
Le taux de l’IJAT, qui était resté maintenu à 30 € depuis 2002, dans la police comme dans la gendarmerie, a été porté par un arrêté interministériel du 29 juin 2015 à 33 € au 1er juillet 2015, puis à 35 € au 1er janvier 2016 et à 37 € au 1er juillet 2016. Il a été porté à 39 € au 1er juillet 2017.

## Autres particularités
Les CRS sont des fonctionnaires de police alors que les gendarmes sont des militaires. Parmi les différences liées à ces différences de statut, figurent :

### Logement
Les gendarmes, ainsi que leurs familles, sont logés dans des casernes. Les CRS ne sont hébergés ensemble que pendant leurs déplacements.

### Emploi
Les gendarmes participent aux opérations extérieures (OPEX) comme les autres membres des forces armées françaises. Parmi les déploiements récents figurent la Côte d'Ivoire, le Kosovo et l'Afghanistan.
Les gendarmes mobiles sont déployés dans les départements et territoires d'outre-mer, ce qui n'est plus le cas des CRS depuis les années 1990. Comme mentionné plus haut, cette exclusion semble essentiellement liée à la rusticité des conditions de travail et d'hébergement locales.

### Action syndicale et mouvements revendicatifs
Les CRS sont des fonctionnaires et disposent donc de syndicats depuis leur création. Leur statut leur interdit la grève (comme aux gendarmes) mais il est arrivé que des mouvements de revendication salariale ou de protestation contre leurs conditions de travail ou d'hébergements se traduisent par des mises en arrêt maladie affectant parfois des unités entières. Parmi les exemples récents, on trouve le mouvement soulevé par le projet de réduction du nombre de compagnies en 2011 (abandonné), les conditions d'hébergement lors du renforcement de la sécurité à la suite des attentats de 2015 (rapatriement d'une compagnie entière)  et un mouvement récent (2017) de protestation contre le changement de statut fiscal de l'IJAT (indemnité que gendarmes et CRS perçoivent dès qu'ils sont en déplacement). La Gendarmerie a elle aussi connu des mouvements de protestation (en 1989 et 2001 notamment) mais ceux-ci ne semblent pas avoir affecté la gendarmerie mobile.

## Évaluation et recommandations de la Cour des comptes
Dans son rapport public annuel de 2017 (daté de février 2017) la Cour des comptes évalue l'emploi des forces mobiles depuis 2010, notant que ces unités ont été employées de manière croissante et intensive, notamment du fait de la dégradation du contexte sécuritaire en France. alors que leurs effectifs ont diminué de 7,5 %. La cour attribue également ce suremploi aux réductions d'effectifs résultant de la révision générale des politiques publiques (RGPP) de 2010, appliquée sans révision préalable de leur « doctrine d’emploi », c’est-à-dire de l’ensemble des missions qui leur sont confiées. La cour remarque que la révision générale des politiques publiques, à l’origine de la réduction du format des forces, prévoyait pourtant de recentrer cette doctrine d’emploi sur le maintien de l’ordre mais que « la polyvalence, la mobilité et la souplesse du régime de travail des forces mobiles ont incité l’État à continuer à les affecter sur des missions toujours plus nombreuses et diverses, en particulier dans le domaine de la sécurité » .
La cour relève que la réduction de format s’est traduite, pour la gendarmerie mobile, par la suppression de 15 escadrons entre 2010 et 2012, et, pour les CRS, par la diminution de la taille moyenne des compagnies, aucune n’ayant été dissoute .
Forte de ces constats, la Cour adresse à l’État les recommandations suivantes :
- veiller à maintenir quotidiennement un volant d’unités mobiles disponibles ou redéployables au moyen d’un seuil défini par l’unité de coordination des forces mobiles ;
- poursuivre le désengagement des forces mobiles de missions permanentes éloignées de leurs compétences spécifiques ;
- faire primer la vocation nationale des forces mobiles quand elles sont employées à des missions de sécurisation, en supprimant la référence aux zones de compétence de la police et de la gendarmerie dans l’allocation des unités ;
- réviser le système de contingentement des forces mobiles mises à disposition du préfet de police de Paris défini par instruction ministérielle, afin que le niveau de la dotation représente un octroi minimal garanti d’unités, compte étant tenu de l’utilisation des moyens d’intervention propres de la préfecture ;
- adopter une stratégie à moyen terme de rationalisation des implantations géographiques des forces mobiles en fonction des lieux d’emploi afin de limiter les déplacements de longue distance et les coûts y afférents ;
- préserver les temps de formation collective et individuelle des forces mobiles et définir un cadre de formation commun aux deux forces.

### Textes et Rapports
- L'action des unités de force mobile est définie notamment par  les articles D. 1321-6 et 8 du code de la défense pour la gendarmerie mobile, et l'article 1er du décret du 3 octobre 2003 relatif à l’organisation des compagnies républicaines de sécurité pour les CRS.
- Rapport public annuel de 2017 sur l'emploi des forces mobiles, février 2017, Cour des comptes.